# SG Sachsen Leipzig
SG Sachsen Leipzig was een Duitse voetbalclub uit Leipzig, Saksen. De club is de opvolger van de in 2011 failliet gegane club FC Sachsen Leipzig. 

## Geschiedenis
De club werd op 21 mei 2011 opgericht als SG Leipzig Leutzsch en nam de plaats van het tweede elftal van FC Sachsen Leipzig over in de Sachsenliga. Het startrecht van het eerste elftal van FC Sachsen Leipzig in de Oberliga Nordost verviel.
De nieuwe club werd ook de nieuwe pachter van het sportpark Alfred Kunze. Samen met BSG Chemie Leipzig ziet de club zich als opvolger van de oude club. De jeugdafdeling van FC Sachsen Leipzig heeft zich na rijp beraad en afweging tussen de beide alternatieven besloten zich in meerderheid bij SG Leipzig Leutzsch aan te sluiten.  
Op 31 mei 2013 besloot de club om de naam SG Leipzig Leutzsch te wijzigen in SG Sachsen Leipzig. 
Aan het eind van het seizoen 2013/2014 is de club failliet gegaan en teruggezet naar het laagste niveau.

## Klasseringen
| Seizoen | Competitie  | Niveau | Plaats | Doelpunten | Punten |
| ------- | ----------- | ------ | ------ | ---------- | ------ |
| 2011/12 | Sachsenliga | 6      | 6e     | 50:31      | 49     |
| 2012/13 | Sachsenliga | 6      | 7e     | 54:60      | 41     |
| 2013/14 | Sachsenliga | 6      | 6e     | 48:36      | 48     |